# Eat. Race. Win.
Eat.Race Win er en Daytime Emmy vindende dokumentar mini serie med den danske kok Hannah Grant, som udkom i juli 2018 i hele verden på streaming tjenesten Amazon Prime. Serien er optaget i 2017 til Tour de France, hvor man følger Hannah Grant og det Australske cykelhold Mitchelton Scott igennem alle 21 etaper, med fokus på mad, ernæring, samt mental og fysisk ydeevne. Arkiveret 14. november 2020 hos  Wayback Machine